# Épidémie de rougeole de 2019 aux Samoa
L’épidémie de rougeole de 2019 aux Samoa a provoqué la mort de 83 personnes, sur plus de 5700 patients atteints, du mois de novembre 2019 au mois de janvier 2020. Le faible taux de vaccination de l’archipel a été identifié comme facteur clé contribuant à l’épidémie, incitant le gouvernement à imposer la vaccination obligatoire,,,.
L’état d’urgence a été proclamé le 17 novembre, le gouvernement ordonnant la fermeture des écoles, interdisant l’accès aux événements publics pour les jeunes de moins de 17 ans et rendant obligatoire la vaccination contre la rougeole. Du 2 au 7 décembre, le gouvernement a cessé ses opérations régulières pour se concentrer sur une campagne de vaccination contre la rougeole et augmenter la proportion de personnes vaccinées à 90 %. Au cours de cette période, les familles qui n’étaient pas vaccinées étant instruites de mettre un morceau de tissus rouge sur leur façade pour faciliter la vaccination,,. L’état d’urgence a été levé le 29 décembre. Près de 94% de la population avait été vaccinée le 22 décembre,,.
Le militant anti-vaccination Edwin Tamasese a été brièvement mis en arrestation et accusé d’avoir encouragé la population à désobéir aux instructions du gouvernement.

## La rougeole aux Samoa
La rougeole a été introduite aux Samoa par des passagers à bord d’un navire à vapeur venant de Nouvelle-Zélande en 1893. La première vague de rougeole a tué plus de 1 000 personnes au cours de l’année, sur une population totale de 34 500.
Au début de 2019, le nombre de cas de rougeole était en augmentation dans le Pacifique, avec des épidémies à Tonga, Fidji, les Philippines et la Nouvelle-Zélande. Au mois de mars, l’Organisation mondiale de la santé et l’UNICEF ont incité les états du Pacifique à prendre des mesures de prévention et à augmenter leurs taux de vaccination. Les Samoa avaient alors un taux de vaccination contre la rougeole chez les jeunes enfants de 31 %.
Les Samoa ont aujourd’hui des programmes de vaccination modernes; en 2013, 90 % des bébés de l’archipel avaient reçu le vaccin contre la rougeole, la rubéole et les oreillons avant leur premier anniversaire de naissance. Cependant, le décès de deux enfants sur l’île de Savai’i à la suite d'une erreur de manutention du vaccin en 2018 a permis à des groupes de mener avec succès des campagnes anti-vaccination sur les médias sociaux. Le sentiment de méfiance à l’égard des vaccins est devenu tel que le gouvernement a suspendu les campagnes de vaccination, malgré l’avis de l’Organisation mondiale de la santé. L’UNICEF et l’OMS ont estimé que le taux de vaccination des enfants de moins d’un an a chuté à 34 %,, ce qui est comparable aux pays les plus pauvres d’Afrique. La baisse de taux de vaccination qui en est résultée a préparé le terrain pour l’épidémie l’année suivante,,.

## Épidémie de 2019
On ne sait pas comment le cas de rougeole qui a déclenché l’épidémie aux Samoa est arrivé dans l’archipel; possiblement par l’un des vols qui arrivent quotidiennement d’Auckland. Quoi qu’il en soit, l’épidémie s’est développée rapidement à partir du mois d’octobre et s’est poursuivie jusqu’au mois de décembre. L’épidémie a fait 83 morts avant de s’éteindre,. Au 22 décembre, le taux de décès était de 14,3 par 1 000 personnes infectées. Le total de personnes atteintes a dépassé 5 500, soit 2,75 % de la population,,. Des 70 premiers décès, 61 victimes étaient âgées de moins de cinq ans. Au moins 20 % des bébés âgés de six à onze mois ont contracté la rougeole et un bébé sur 150 en sont morts.
Les parents de plusieurs enfants atteints ont d’abord consulté des guérisseurs traditionnels, dont certains utilisaient des appareils fabriqués en Australie pour produire de l’eau aux propriétés prétendument antivirales, mais en réalité sans aucun effet.
Comme Samoa, les archipels proches de Tonga et Fidji ont déclaré l’état d’urgence pour faire face à l’épidémie. Ils ont cependant connu un taux de mortalité moins élevé, étant donné qu’une proportion de jeunes enfants plus élevée avaient été vaccinés.
À la fin du mois de décembre, 94 % de la population avait été vaccinée,, ce qui est juste en dessous du seuil de 95 % requis pour empêcher la rougeole de se répandre dans la population.

### Mesures prises par le gouvernement
L’état d’urgence a été invoqué le 17 novembre, le gouvernement décrétant la fermeture de l’ensemble des écoles et l’interdiction pour les jeunes de moins de 17 ans de participer à des événements publics. La vaccination contre la rougeole est du même coup devenue obligatoire.
Un couvre-feu a été décrété le 2 décembre par le gouvernement, qui a aussi annulé les célébrations des fêtes de Noël et autres rassemblements publics,. Les familles comptant des enfants non vaccinés devaient installer devant leur domicile un morceau de tissu rouge servant d’avertissement, mais aussi pour faciliter le travail des équipes de vaccination. La campagne de vaccination s’est intensifiée les 5 et 6 décembre, alors que les fonctionnaires de tous les services non essentiels ont été mobilisés, puis le couvre-feu a été levé le 7 décembre, alors que le taux de vaccination des jeunes enfants était estimé à 90 %.
Le 19 décembre, le Parlement a adopté un projet de loi rendant la vaccination contre la rougeole obligatoire en 2020.
Immédiatement après la crise, le gouvernement a été critiqué pour avoir suspendu les programmes de vaccination en 2018, l’opposition exigeant la démission du ministre de la Santé.
Le premier ministre Sailele Malielegaoi a fait de l’épidémie de rougeole le sujet principal de son discours de fin d’année, remerciant du coup les nombreuses équipes médicales venues de l’étranger d’avoir prêté main-forte aux professionnels de la santé de l’archipel. Un budget de 2,5 millions dollars US a été prévu pour compenser les séquelles de l’épidémie.
En janvier 2020, le Premier ministre refusait toujours de mettre sur pied une enquête publique sur les conditions ayant mené à la crise, malgré les demandes répétées de l’opposition parlementaire,,.

### Mouvement anti-vaccination
Des militants anti-vaccination ont attribué l’épidémie à la pauvreté, une alimentation déficiente et au vaccin lui-même. Ces spéculations ont été infirmées par les équipes médicales internationales qui se sont mises à l’œuvre à partir du mois de novembre, qui n’ont observé aucune indication de malnutrition, de déficience en vitamine A ou de déficience immunitaire chez les enfants qui avaient été vaccinés.
Le militant anti-vaccination et président d’une coopérative agricole Edwin Tamasese, qui n’a pas de compétences médicales, a été accusé d’inciter la population à rejeter les directives du gouvernement. Il a encouragé les citoyens à refuser le vaccin, prétendant que celui-ci cause la rougeole, de même que les antibiotiques,.
Les épidémiologistes étudient maintenant le rôle qu’ont joué les médias sociaux, principalement Facebook, dans la propagation de fausses informations concernant la vaccination. Le centre de recherche néo-zélandais sur la vaccination cite l’épidémie aux Samoa comme un signe que les plateformes de médias sociaux doivent mieux traiter la désinformation dangereuse.

### Appui de la communauté internationale
Le gouvernement des Samoa a initialement refusé l’aide offerte par différents organismes internationaux. La proclamation de l’état d’urgence le 17 novembre a cependant changé la donne.
L’UNICEF a envoyé 110 500 doses de vaccins pour permettre au gouvernement de mettre en place son programme de vaccination obligatoire. Les forces aériennes néo-zélandaises ont transporté aux Samoa de l’équipement médical; un total de 49 équipes médicales sont également venues en renfort d’Australie, de Chine, du Royaume-Uni, de Polynésie française, de Fidji, d’Israël, des États-Unis, du Japon, de Papouasie-Nouvelle-Guinée, de la Norvège, des Îles Salomon, de Kiribati, de France, en plus des agences des Nations unies, de Médecins sans frontières, Save the Children, Blacktown Doctors Medical Centre et Samoan Doctors Worldwide,.

## Textes connexes
- Controverse sur la vaccination
- Taylor Winterstein, militante anti-vaccination